# ATC-kod A07: Antidiarroika och medel vid intestinala infektioner och inflammationer
ATC-kod A07: Antidiarroika och medel vid intestinala infektioner och inflammationer är en del av klassificeringssystemet ATC (Anatomical Therapeutic Chemical Classification System) för läkemedel och vissa andra medicinska produkter. ATC utvecklas av WHO och består av alfanumeriska koder indelade i grupper utifrån anatomi, medicinsk funktion och läkemedelstyp på 5 olika kodnivåer. Denna sida utgör innehållet i en specifik grupp på nivå 2.

## A07A Medel vid tarminfektioner

### A07AA Antibiotika
A07AA01 Neomycin
A07AA02 Nystatin
A07AA03 Natamycin
A07AA04 Streptomycin
A07AA05 Polymyxin B
A07AA06 Paromomycin
A07AA07 Amfotericin B
A07AA08 Kanamycin
A07AA09 Vankomycin
A07AA10 Kolistin
A07AA11 Rifaximin
A07AA51 Neomycin, kombinationer
A07AA54 Streptomycin, kombinationer

### A07AB Sulfonamider
A07AB02 Ftalylsulfatiazol
A07AB03 Sulfaguanidin
A07AB04 Succinylsulfatiazol

### A07AC Imidazolderivat
A07AC01 Mikonazol

### A07AX Övriga medel vid tarminfektioner
A07AX01 Broxykinoliner
A07AX02 Acetarsol
A07AX03 Nifuroxazid
A07AX04 Nifurzid

## A07B Antidiarroika

### A07BA Adsorberande medel
A07BA01 Kol
A07BA51 Medicinskt kol, kombinationer

### A07BB Vismutpreparat
Inga undergrupper.

### A07BC Andra antidiarroika
A07BC01 Pektin
A07BC02 Kaolin
A07BC03 Crospovidon
A07BC04 Attapulgit
A07BC05 Diosmektit
A07BC30 Kombinationer
A07BC54 Attapulgit, kombinationer

## A07C Elektrolyter med kolhydrater

### A07CA Elektrolyter med kolhydrater
Inga undergrupper.

## A07D Propulsionsdämpande medel

### A07DA Propulsionsdämpande medel
A07DA01 Difenoxylat
A07DA02 Opium
A07DA03 Loperamid
A07DA04 Difenoxin
A07DA05 Loperamidoxid
A07DA52 Morfin, kombinationer
A07DA53 Loperamid, kombinationer

## A07E Medel vid intestinala inflammationer

### A07EA Glukokortikoider för lokal behandling
A07EA01 Prednisolon
A07EA02 Hydrokortison
A07EA03 Prednison
A07EA04 Betametason
A07EA05 Tixokortol
A07EA06 Budesonid
A07EA07 Beklometason

### A07EB Antiallergika exkl kortikosteroider
A07EB01 Natriumkromoglikat

### A07EC Aminosalicylsyra och liknande medel
A07EC01 Sulfasalazin
A07EC02 Mesalazin
A07EC03 Olsalazin
A07EC04 Balsalazid

## A07F Antidiarroika, mikroorganismer

### A07FA Antidiarroika, mikroorganismer
A07FA01 Mjölksyreproducerande organismer
A07FA02 Saccharomyces boulardii
A07FA51 Mjölksyreproducerande organismer, kombinationer

## A07X Övriga antidiarroika

### A07XA Övriga antidiarroika
A07XA01 Albumintannat
A07XA02 Johannesbröd
A07XA03 Kalciumföreningar
A07XA04 Racekadotril
A07XA51 Albumintannat, kombinationer

### Engelska
- WHO Collaborating Centre for Drug Statistics Methodology - ATC Index
- WHO Collaborating Centre for Drug Statistics Methodology - ATCvet Index

### Svenska
- SIL online
- FASS.se - ATC
- FASS.se - Veterinär-ATC
- Sök läkemedelsfakta - Läkemedelsverket
- Socialstyrelsen : Klassifikationer
- Nationellt produktregister för läkemedel - NPL